# Hamburg-Waltershof
Waltershof ist ein Stadtteil im Bezirk Hamburg-Mitte der Freien und Hansestadt Hamburg. Er liegt im westlichen Teil des Hamburger Hafens, besteht fast ausschließlich aus Hafen- und Industrieanlagen und hat deshalb keine Einwohner mehr (1995 noch 21, 2009 6 Einwohner).

## Geografie

### Geografische Lage
Die frühere Insel Waltershof liegt am Südufer der Norderelbe westlich der Einmündung des Köhlbrands und besteht aus den vormaligen Inseln Griesenwerder, Mühlenwerder, Maakenwerder und Rugenbergen. Griesenwerder war bis zum Jahre 1768 holsteinisch und gelangte mit dem Gottorper Vertrag zu Hamburg, während Rugenbergen schon im 15. Jahrhundert hamburgisch war. Waltershof wurde im Jahre 1788 nach dem Hamburger Senator Walter Beckhoff benannt. Nach der Sturmflut 1962, bei der in Waltershof 43 Menschen vor allem in bewohnten Kleingärten getötet wurden, wurde die Insel als Siedlungsgebiet aufgegeben. 1976 verwüstete die durch den Capella-Orkan ausgelöste Sturmflut die eingemeindete Insel Dradenau.
Nach Süden und Westen wurde Waltershof durch das Köhlfleet (vgl. Fleet) begrenzt. Im Jahre 1910 wurde beschlossen, Waltershof als Hafenerweiterungsgebiet zu nutzen. Im Zuge dessen wurde der südöstliche Teil des Köhlfleets Mitte des 20. Jahrhunderts zugeschüttet, so dass Waltershof heute eine Halbinsel bildet, die an das südlich benachbarte Altenwerder anschließt. Der Ansatz des südlichen Arms des Köhlfleets ist heute das Hafenbecken Sandauhafen. Das Köhlfleet und die kleine Aue grenzen die Halbinsel Waltershof heute noch zur westlich gelegenen Halbinsel Finkenwerder ab.

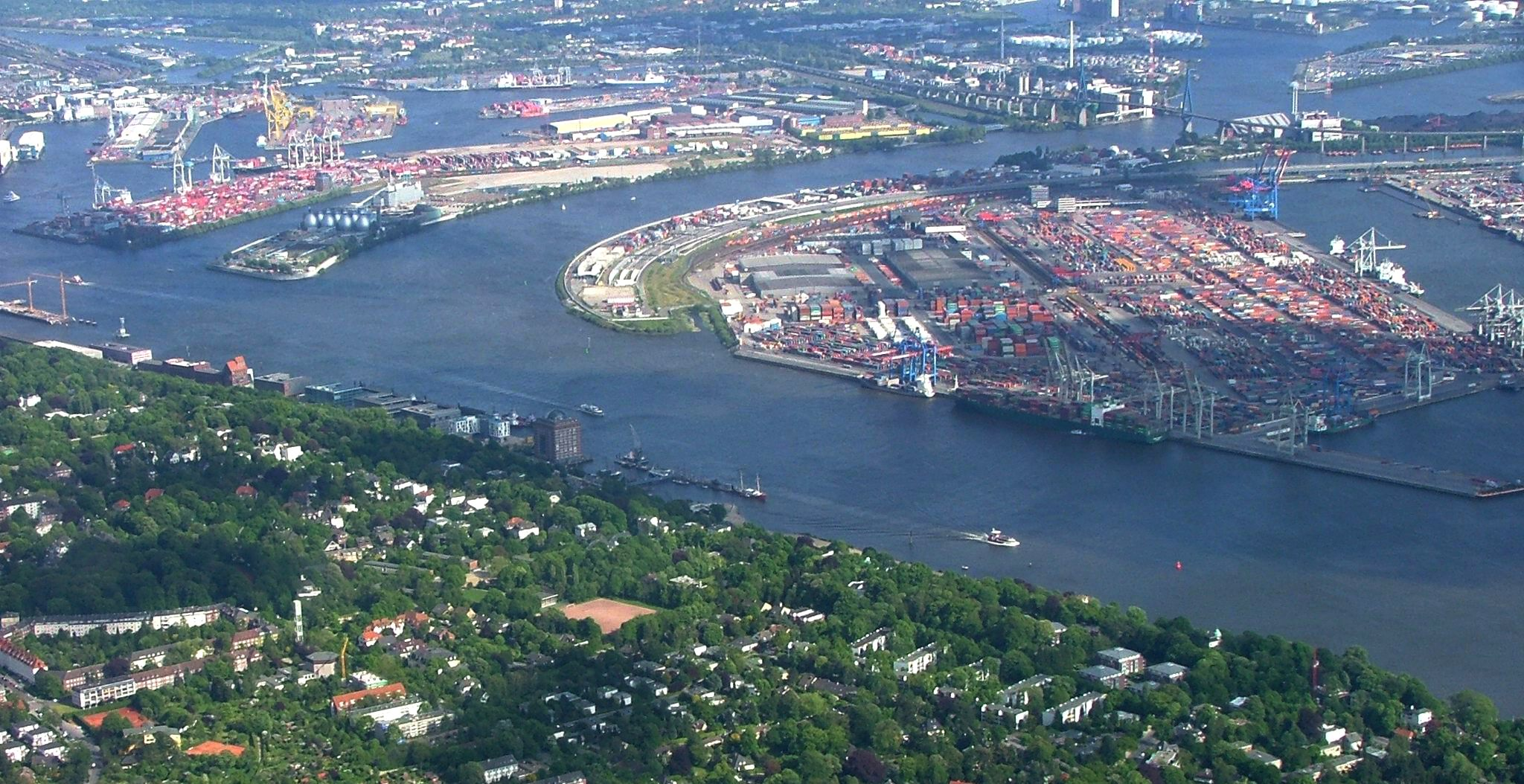
Norderelbe mit Einmündung des Köhlbrands, rechts davon Waltershof
(Blickrichtung Südost)

Ein großer Teil der Fläche Waltershofs besteht aus Hafenbecken. Am Hauptstrom der (Norder-)Elbe liegt der Parkhafen, von dem westlich der Petroleumhafen, südöstlich der Waltershofer Hafen und ehemals südlich der Griesenwerder Hafen abgingen. Im Nordosten der Halbinsel, südöstlich des Maakenwerder Hafens (einer ehemaligen Verbindung – bekannt unter dem Namen Kaisers Loch – zum Köhlbrand, der durch den Maakendamm von diesem abgegrenzt wird), liegt heute die südliche Zufahrtsrampe des neuen Hamburger Elbtunnels.
Die zunächst schwimmfähig abgedichteten Betonelemente für die ersten drei Röhren des Tunnels wurden damals als Verbund gefertigt – erst die westliche vierte Röhre wurde im Schildvortrieb (vgl. TRUDE) vorangetrieben – und wurden im dafür abgedämmten und trockengelegten Maakenwerder Hafen gegossen, der anschließend fast vollständig zugeschüttet wurde; auf dieser Fläche entstand der älteste Hamburger Container Terminal Burchardkai (CTB).
Vom Waltershofer Hafen gibt es noch einen Durchlass zum kleinen Rugenberger Hafen (unter der Westrampe der Köhlbrandbrücke), der durch die Rugenberger Schleuse mit dem Köhlbrand verbunden ist. Heute ist nur noch vom Köhlfleet mit seinem Köhlfleethafen der Dradenauhafen zu erreichen, erst durch die Zuschüttung der Verbindung zum Köhlbrand wurde Waltershof zur Halbinsel.

### Benachbarte Stadtteile
Im Norden grenzt der Stadtteil Waltershof an die jenseits der Norderelbe gelegenen Stadtteile Othmarschen, Ottensen und Altona-Altstadt, im Osten an Steinwerder jenseits des Köhlbrands, im Süden an Altenwerder und im Westen an Finkenwerder.

## Politik
Für die Wahl zur Bürgerschaft gehört Hamburg-Waltershof zum Wahlkreis Billstedt – Wilhelmsburg – Finkenwerder. Bei Bezirksversammlungswahlen zählt der Stadtteil zum Wahlkreis Wilhelmsburg-West, Steinwerder, Waltershof, Finkenwerder, Neuwerk. Bei Bundestagswahlen gehört Steinwerder zum Bundestagswahlkreis Hamburg-Mitte. Aufgrund der geringen Zahl an Stimmberechtigten im Stadtteil werden die Ergebnisse gemeinsam mit Hamburg-Finkenwerder ermittelt und sind im dortigen Artikel verzeichnet. Bei der Bürgerschaftswahl 2025 gewann die SPD mit 44,1 % (inklusive Finkenwerder).

## Wirtschaft und Infrastruktur

### Verkehr

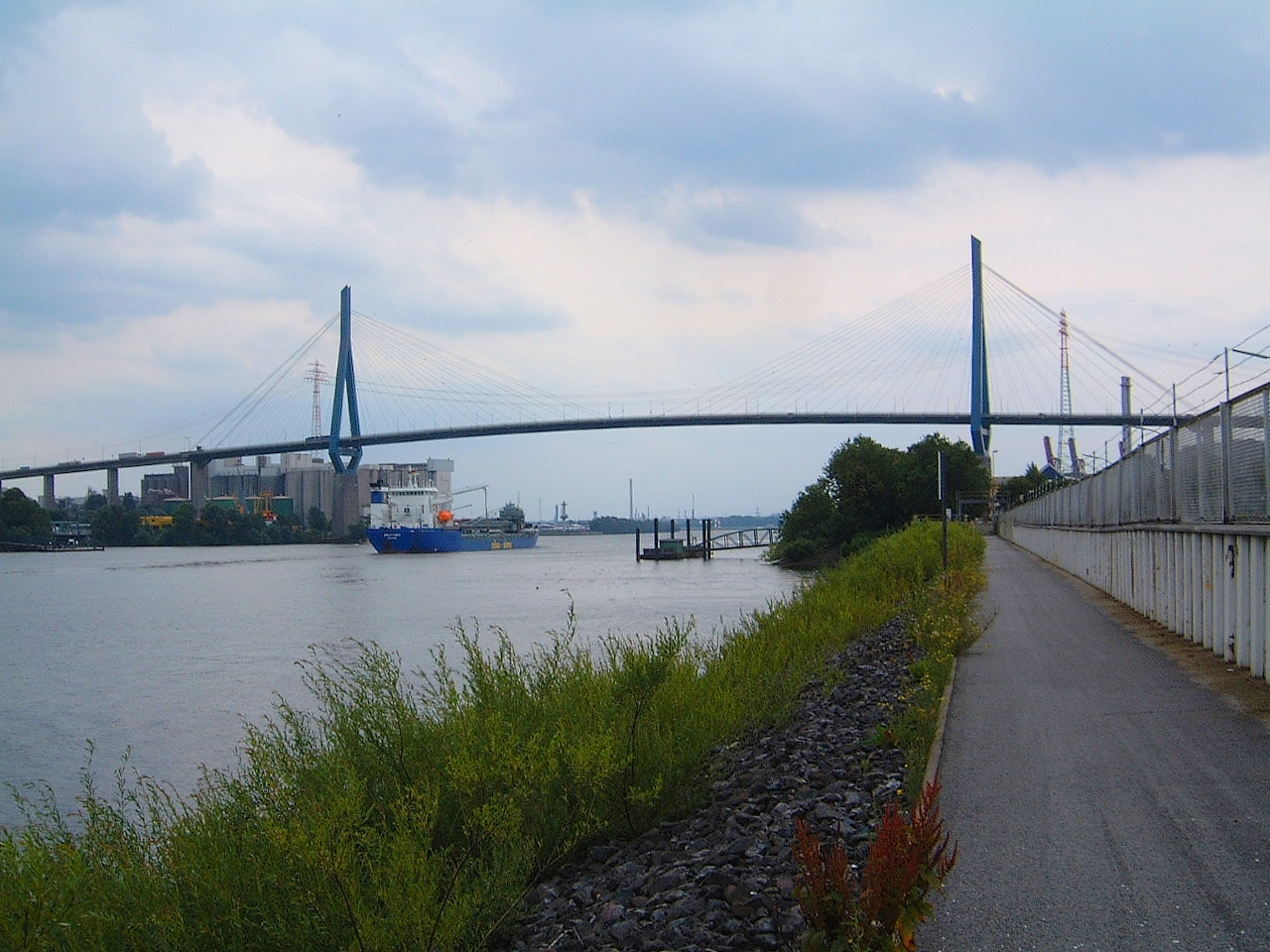
Die Köhlbrandbrücke, rechts das Waltershofer Ufer mit dem Freihafenzaun

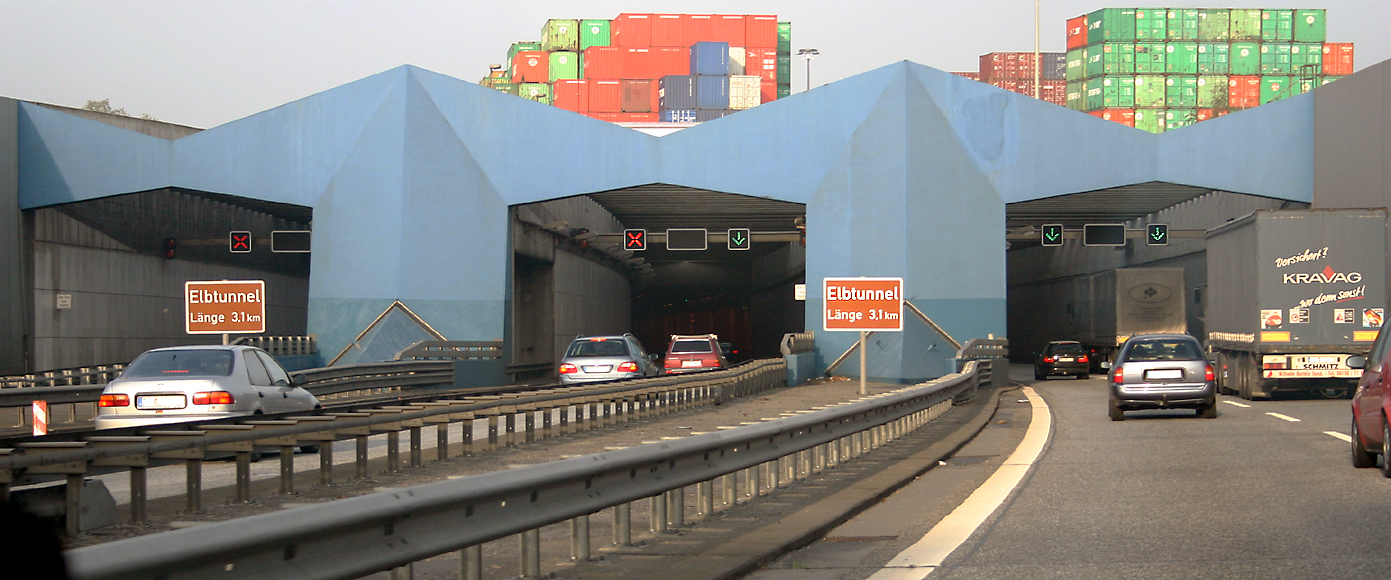
Südportal des Elbtunnels in Hamburg-Waltershof

In Waltershof liegt die südliche Rampe des neuen Elbtunnels mit einer Anschlussstelle der A 7.
Seit 1974 verbindet die Köhlbrandbrücke mit einer Durchfahrtshöhe von 54 Metern Waltershof mit der östlich gelegenen Nachbarinsel Neuhof in den Stadtteilen Steinwerder und Wilhelmsburg. Die Brücke war Teil des Freihafens, dessen östlichen und westlichen Teil sie verband; sie ist nur für Kraftfahrzeuge zugelassen. Davor erfüllten hier zwei überlastete Trajekte diese wichtige Verbindungsaufgabe über den Köhlbrand, allerdings konnten sich auch Fußgänger und Radfahrer ihrer bedienen.
In Waltershof liegt der Güterbahnhof Hamburg-Waltershof der Hamburger Hafenbahn, von deren umfangreichen Gleisanlagen der Stadtteil durchzogen wird; Eisenbahnanlagen für den Personenverkehr gibt es hier nicht.
Die Fähre 61 verbindet Waltershof mit den Landungsbrücken.

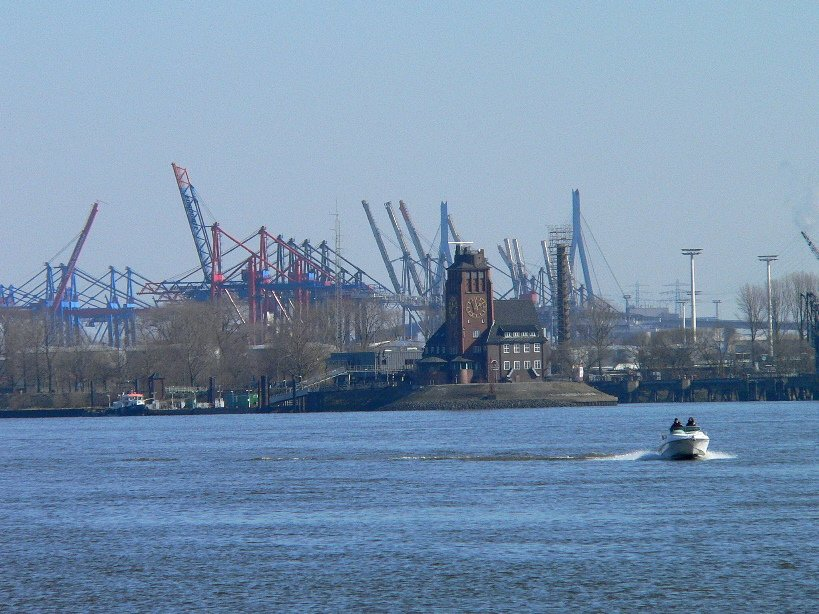
Lotsenstation Seemannshöft von 1914
Architekt: Fritz Schumacher

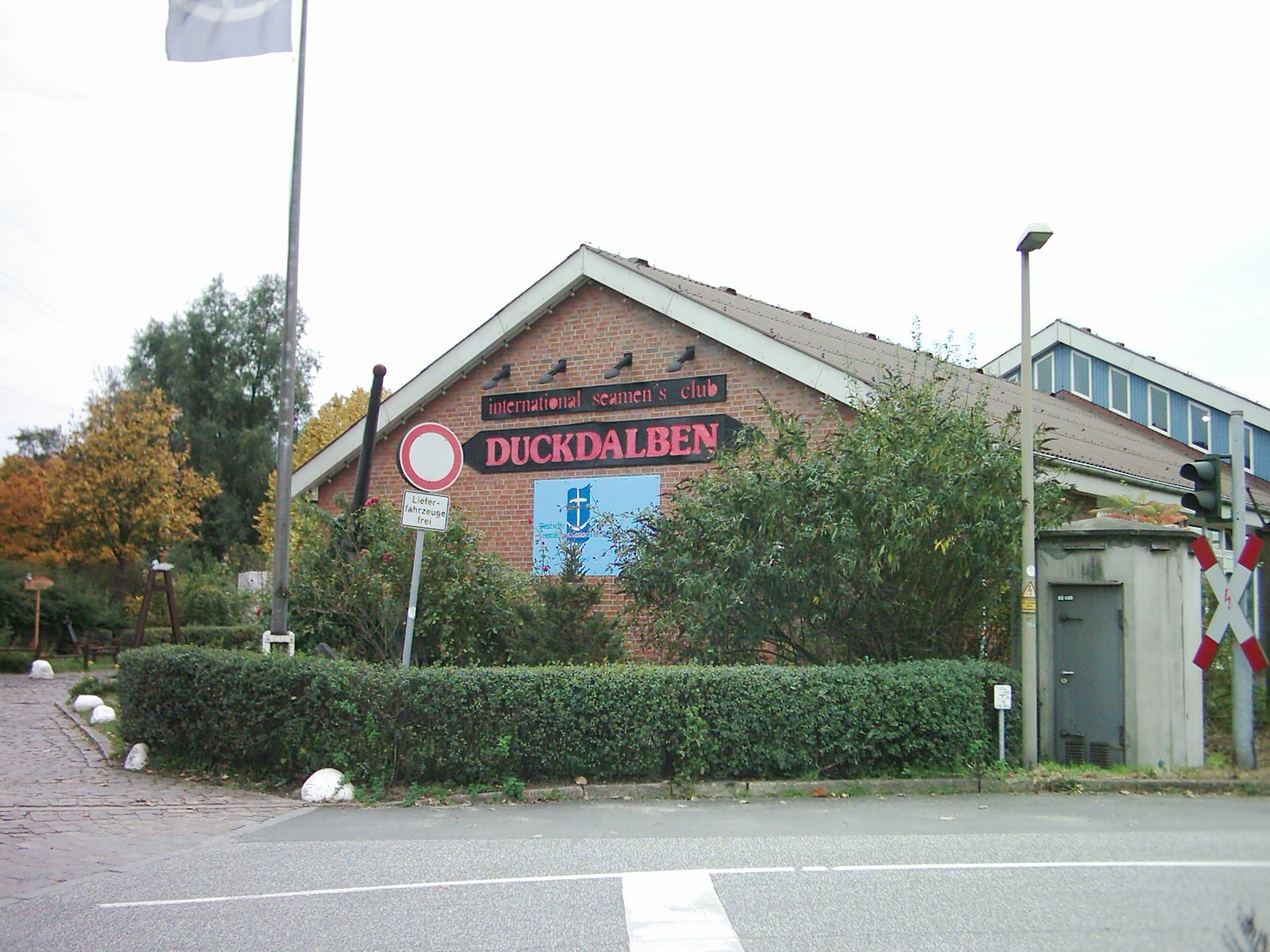
Seemannsclub Duckdalben der Deutschen Seemannsmission

### Öffentliche Einrichtungen
Im Jahr 1889 kam die Hamburger Seemannsschule, die vorher auf Hamburg-Steinwerder angesiedelt war, nach Waltershof. Die Schule wurde als Stiftung betrieben und bildete Schüler im Alter von 13–17 Jahren in zweijähriger Ausbildung zum Fahrensmann aus. Die Seemannsschule zog im Jahr 1913 nach Hamburg-Finkenwerder.
An der Nordwestspitze Waltershofs, dem Seemannshöft, sind die Lotsenstation Seemannshöft mit ihrem charakteristischen Radarturm und der Hamburger Schiffsmeldedienst ansässig. Im Stadtteil liegt außerdem das Klärwerk Dradenau der Hamburger Stadtentwässerung.
Das Zollamt Waltershof betreibt hier eine der weltweit modernsten Container-Prüfanlagen mit der Möglichkeit, ganze Container im Stück zu durchleuchten. Weitere Zollstationen befinden sich an der Zellmannstraße und am Köhlfleetdamm.
Der Internationale Seemannsklub Duckdalben der Deutschen Seemannsmission Hamburg-Harburg e. V. ist ebenfalls an der Zellmannstraße. Er wendet sich als Einrichtung mit verschiedensten Angeboten an Seeleute aus aller Welt und soll während der kurzen Liegezeiten einen angenehmen Aufenthaltsort im Hafengebiet bieten.

### Wirtschaft
Der Nordosten Waltershofs war bis Anfang 2013 als Freihafen, das heißt als zollrechtliche „Freizone des Kontrolltyps I“, ausgewiesen und bildete den neueren, westlichen Teil des ehemaligen Hamburger Freihafens. Hier gibt es zwei umfangreiche Containerterminals für den Güterumschlag mit Containern von und auf Seeschiffe.
Die ältere Anlage ist das Container-Terminal Burchardkai (CTB) der HHLA mit dem Burchardkai (an der nordöstlichen Seite des Waltershofer Hafens und östlich des Parkhafens) und mit dem Athabaskakai an der Norderelbe.
Die zweite große Anlage ist das Eurogate-Terminal mit dem Predöhlkai an der südlichen Seite des Waltershofer Hafens. Es wurde in den 1990er Jahren erweitert und dafür der Griesenwerder Hafen (mit den Liegeplätzen am Stoltenkai und Diestelkai) zugeschüttet. Dieses Container Terminal Hamburg (CTH) soll auf dem Gelände einer Anfang der 1990er-Jahre aufgegebenen Raffinerie nach Nordwesten unter teilweiser Verfüllung des Petroleumhafens bis an die Norderelbe erweitert werden.
An den Umschlaganlagen sind zahlreiche Unternehmen tätig, die größten sind die Hamburger Hafen und Logistik AG (HHLA) und die zur Eckelmann-Gruppe gehörende Eurokai KGaA.
Außerhalb des Freihafengebiets erheben sich, im Umfeld des Petroleumhafens, große Tankanlagen für Erdölprodukte und Alkohol. Gegenüber dem Klärwerk Dradenau steht ein kleines Stahlwerk der zur Unternehmensgruppe ArcelorMittal gehörenden Hamburger Stahlwerke, das Stahl aus Schrott und Eisenschwamm produziert und mit dem Amsterdamer Kai am Dradenauhafen ebenfalls wasserseitig erschlossen ist.
Am Sandauhafen betreibt die Hansaport Hafenbetriebsgesellschaft mbH eine Schüttgut-Umschlaganlage für Eisenerz und Kohle.
Das Aluminiumwerk von ehemals Reynolds/HAW an der Finkenwerder Straße liegt, ebenso wie der Güterbahnhof Alte Süderelbe, bereits im Stadtteil Altenwerder.
In Waltershof befinden sich seit 2011 zwei Windkraftanlagen des Typ Nordex N100 mit 140 Metern Nabenhöhe, 100 Metern Durchmesser und 2,5 Megawatt Leistung.

## Veröffentlichungen
- Johannes Tönnies: Von Walters-Hof zum Containerterminal: die Elbinsel Waltershof, Hamburg 2012